# Afrikanische Bartvögel
Die Afrikanischen Bartvögel (Lybiidae) sind eine Familie der Spechtvögel, die in Afrika südlich der Sahara mit Ausnahme der ariden Gebiete in Südafrika, Namibia und Botswana und des Nordostens von Somalia vorkommt.

## Merkmale
Afrikanische Bartvögel sind in der Regel auffällig gefärbt, wobei die Männchen bunter sind als die Weibchen. Besonders häufig sind rötliche oder gelbliche Tönungen vertreten aber viele Arten besitzen auch schwarze oder weiße Gefiederpartien. Die Vögel werden neun bis 24 Zentimeter lang. Der Rumpf ist kurz, der Hals kurz und dick und der Kopf kann im Verhältnis zum Körper relativ groß sein. Der Schnabel ist groß und schwer und weist an den Kanten oft eine Sägung auf. Bei einigen Arten ist der größte Teil des Kopfes unbefiedert. Die Flügel sind mittellang und abgerundet, der Schwanz ist mittellang und am Ende eckig. Wie bei den Spechten ist die erste und vierte Zehe nach hinten gerichtet, die zweite und dritte nach vorn (zygodactyle Zehenanordnung). Von allen Bartvogelfamilien zeigen die afrikanischen Bartvögel die größte morphologische Diversität.

## Lebensweise und Fortpflanzung
Afrikanische Bartvögel leben in unterschiedlichen Biotopen von Savannen bis Regenwäldern. Sie ernähren sich vorzugsweise von Früchten, vor allem von Feigen. Mehr als andere Bartvögel fressen sie außerdem noch Insekten. Diese werden auf dem Boden oder im Geäst von Bäumen und Sträuchern gefangen; einige Arten erbeuten sie auch im Flug. Von allen Bartvogelfamilien verbringen die Afrikanischen Bartvögel die meiste Zeit auf dem Erdboden.
Die meisten Afrikanischen Bartvögel sind monogam und beide Eltern beteiligen sich am Brutgeschäft, an der Aufzucht der Jungvögel und an der Sauberhaltung des Nestes. Viele, z. B. die Arten der Borstenbärtlinge (Gymnobucco) brüten in Kolonien, teilweise auch zusammen mit anderen Bartvogelarten. Alle Afrikanischen Bartvögel sind Höhlenbrüter und legen wie die meisten Höhlenbrüter weiße Eier. Die Nester werden in das weiche Holz toter Bäume gezimmert oder, im Fall der Schmuckbartvögel (Trachyphonus), an Steilufern oder in Termitenbauten gegraben. Die Gelegegröße schwankt zwischen einem und sieben Eier. Die Eier werden 12 bis 18 Tage bebrütet. Nach dem Schlupf werden die Nestlinge zunächst vor allem mit Insekten gefüttert; mit zunehmendem Alter kommen mehr und mehr Früchte dazu. Nach 20 bis 35 Tagen werden die jungen Bartvögel flügge.

## Systematik
Alle afrikanischen Bartvögel gehörten ursprünglich zusammen mit den asiatischen und südamerikanischen Bartvögeln zu einer einheitlichen Bartvogelfamilie, die die wissenschaftliche Bezeichnung Capitonidae hatte, die heute noch für die Amerikanischen Bartvögel gültig ist. Nach DNA-Hybridisierungsstudien der US-amerikanischen Ornithologen und Molekularbiologen Charles Sibley und Jon Edward Ahlquist bilden die Bartvögel ohne Einbeziehung der Tukane (Ramphastidae) jedoch keine monophyletische Gruppe.
Für die afrikanischen und asiatischen Bartvögel wurden deshalb eigenständige Familie eingeführt (Lybiidae und Megalaimidae). Die Forschungen von Sibley und Ahlquist wurden später durch DNA-Vergleiche bestätigt. Die Afrikanischen Bartvögel stehen an der Basis einer Klade, die die Amerikanischen Bartvögel (Capitonidae), die Tukan-Bartvögel (Semnornithidae) und die Tukane (Ramphastidae) umfasst. Diese vier Familien sind die Schwestergruppe der Asiatischen Bartvögel (Megalaimidae).

## Gattungen und Arten
- Unterfamilie LybiinaeGlatzenbartvogel (Gymnobucco calvus)
  - Gattung Buccanodon

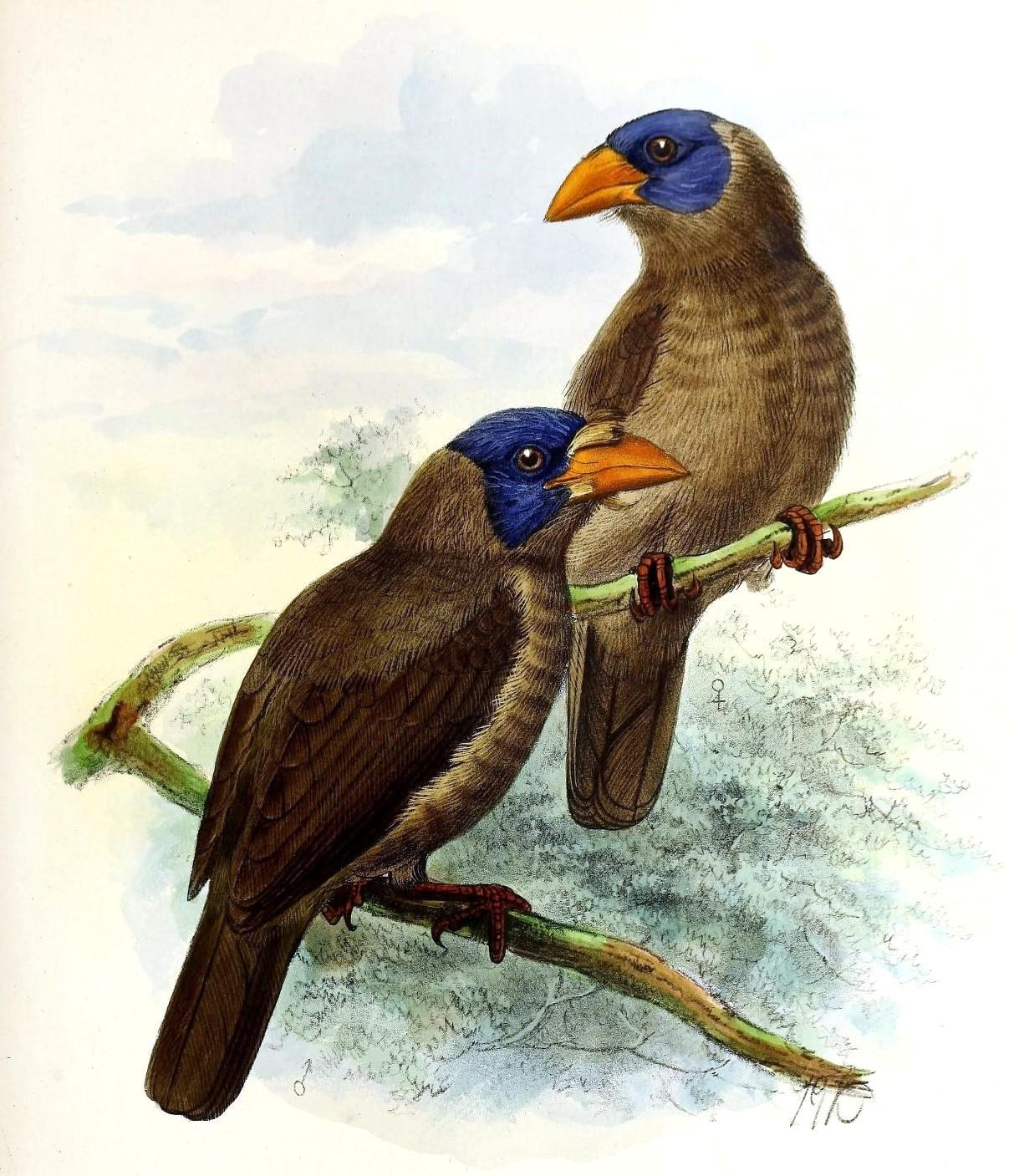
Glatzenbartvogel (Gymnobucco calvus)

    - Gelbfleck-Bartvogel (Buccanodon duchaillui)

  - Gattung Cryptolybia
    - Olivbartvogel (Cryptolybia olivacea)

  - Gattung Borstenbärtlinge (Gymnobucco)
    - Trauerbartvogel (Gymnobucco bonapartei)
    - Glatzenbartvogel (Gymnobucco calvus)
    - Borstenbartvogel, Pelbartvogel (Gymnobucco peli)
    - Rußbartvogel (Gymnobucco sladeni)

  - Gattung Zahnbartvögel (Lybius)Doppelzahn-Bartvogel (Lybius bidentatus)

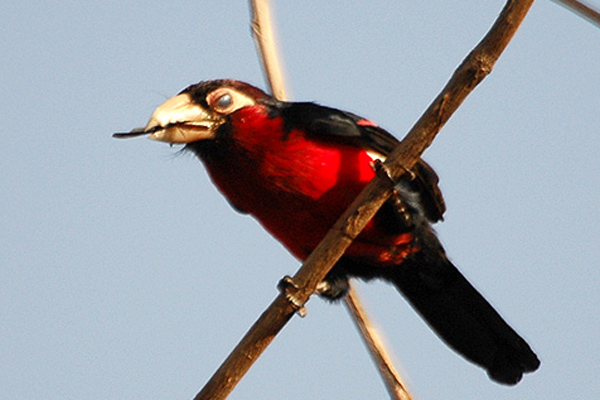
Doppelzahn-Bartvogel (Lybius bidentatus)

    - Feigen-Bartvogel (Lybius chaplini)
    - Purpurmasken-Bartvogel (Lybius guifsobalito)
    - Weißkopf-Bartvogel (Lybius leucocephalus)
    - Rotgesicht-Bartvogel (Lybius rubrifacies)
    - Halsband-Bartvogel oder Schwarznacken-Bartvogel (Lybius torquatus)
    - Wellenbartvogel (Lybius undatus)
    - Blutbrust-Bartvogel (Lybius vieilloti)

  - Gattung Zwergbartvögel oder Zwergbärtlinge (Pogoniulus)Pogoniulus coryphaeus

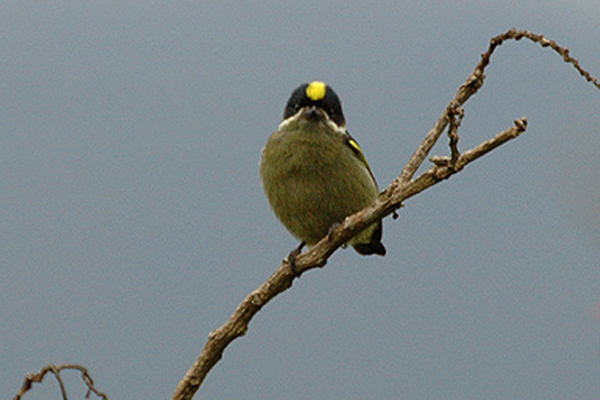
Pogoniulus coryphaeus

    - Rotbürzel-Bartvogel (Pogoniulus atroflavus)
    - Gelbbüschel-Zwergbärtling oder Binden-Zwergbärtling (Pogoniulus bilineatus)
    - Gelbstirn-Bartvogel oder Gelbstirn-Zwergbärtling (Pogoniulus chrysoconus)
    - Gelbrücken-Bartvogel (Pogoniulus coryphaeus)
    - Bergbartvogel (Pogoniulus leucomystax)
    - Makawa-Bartvogel (Pogoniulus makawai)
    - Feuerstirn-Bartvogel (Pogoniulus pusillus)
    - Flecken-Zwergbärtling oder Schuppen-Zwergbärtling (Pogoniulus scolopaceus)
    - Schlichtbartvogel (Pogoniulus simplex)
    - Gelbkehl-Zwergbärtling (Pogoniulus subsulphureus)

  - Gattung Pogonornis
    - Doppelzahn-Bartvogel (Pogonornis bidentatus)
    - Senegal-Furchenschnabel, Furchenschnabelbartvogel (Pogonornis dubius)
    - Braunbrust-Bartvogel (Pogonornis melanopterus)
    - Rosenbauch-Bartvogel (Pogonornis minor)
    - Schwarzbrust-Furchenschnabel (Pogonornis rolleti)

  - Gattung StactolaemaRotstirn-Bartvogel (Tricholaema leucomelas)

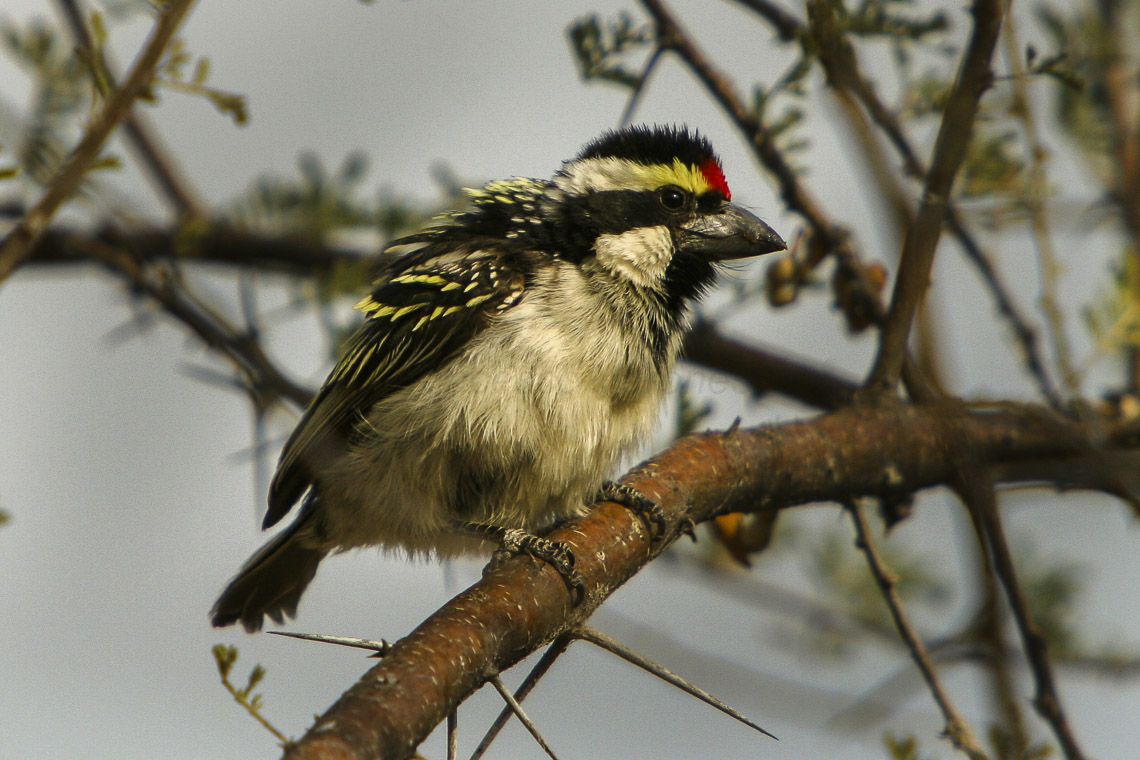
Rotstirn-Bartvogel (Tricholaema leucomelas)

    - Strohkopf-Bartvogel (Stactolaema anchietae)
    - Weißohr-Bartvogel (Stactolaema leucotis)
    - Spiegelbartvogel (Stactolaema whytii)

  - Gattung Haarbärtlinge (Tricholaema)
    - Diadem-Haarbärtling (Tricholaema diademata)
    - Miombo-Bartvogel (Tricholaema frontata)
    - Flecken-Bartvogel (Tricholaema hirsuta)
    - Diadem-Bartvogel (Tricholaema lacrymosa)
    - Rotstirn-Bartvogel (Tricholaema leucomelas)
    - Schwarzkopf-Bartvogel (Tricholaema melanocephala)
- Unterfamilie TrachyphoniinaeFlammenkopf-Bartvogel (Trachyphonus erythrocephalus)

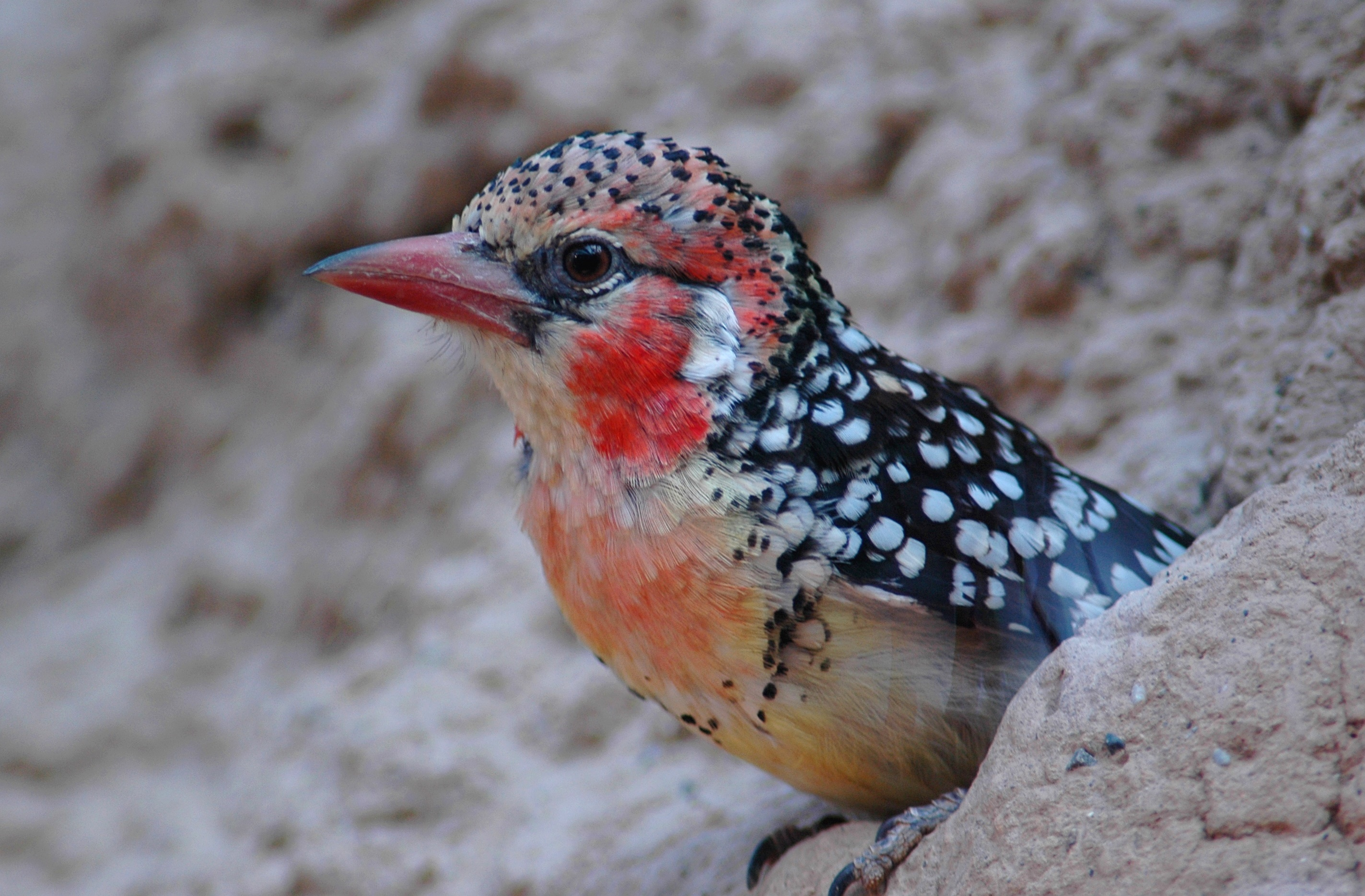
Flammenkopf-Bartvogel (Trachyphonus erythrocephalus)

  - Gattung Schmuckbartvögel (Trachyphonus)
    - Ohrfleck-Bartvogel (Trachyphonus darnaudii)
    - Flammenkopf-Bartvogel (Trachyphonus erythrocephalus)
    - Perlbartvogel (Trachyphonus margaritatus)
    - Usambiro-Bartvogel (Trachyphonus usambiro)
    - Haubenbartvogel oder Schwarzrücken-Bartvogel (Trachyphonus vaillantii)

  - Gattung Trachylaemus
    - Gelbbauch-Bartvogel (Trachylaemus goffinii)
    - Gelbschnabel-Bartvogel (Trachylaemus purpuratus)

## Belege
1. 1 2 3 4 5  David W. Winkler, Shawn M. Billerman, Irby J. Lovette: Bird Families of the World: A Guide to the Spectacular Diversity of Birds. Lynx Edicions (2015), ISBN 978-8494189203. Seite 243 u. 244.
2. ↑  Sibley, C. G., & Ahlquist, J. E. (1985). The relationships of some groups of African birds, based on comparisons of the genetic material, DNA. In: K.-L. Schuchmann (Ed.), Proceedings of the International Symposium on African Vertebrates: 115–161. Bonn: Zoologisches Forschungsinstitut und Museum Koenig.
3. ↑  Hackett et al.: A Phylogenomic Study of Birds Reveals Their Evolutionary History. Science 27. Juni 2008: Vol. 320. no. 5884, pp. 1763–1768, doi:10.1126/science.1157704.